# 博尔绍什拜雷尼
博尔绍什拜雷尼，是匈牙利诺格拉德州所辖的一个村。总面积20.26平方公里，总人口1025，人口密度50.6人/平方公里（2011年1月1日）。